# Fronteira (Portugal)
Fronteira é uma vila portuguesa no distrito de Portalegre, região Alentejo e sub-região do Alto Alentejo.
É sede do município de Fronteira com 248,60 km² de área e 2 974 habitantes (2023), subdividido em 3 freguesias. O município é limitado a norte pelo município de Alter do Chão, a leste por Monforte, a sueste por Estremoz, a sul por Sousel e a oeste por Avis.
O foral do concelho foi concedido por Manuel I de Portugal a 1 de junho de 1512.

## Freguesias

Freguesias do município de Fronteira.

O município de Fronteira está dividido em 3 freguesias:
- Cabeço de Vide
- Fronteira
- São Saturnino

## Comércio
Estes são alguns dos serviços e comércio que existem no município de Fronteira:
- Repsol
- Minipreço
- Meu Super

## Educação
Estes são os centros de educação do município de Fronteira:
- Escola Básica Integrada c/J.I e Secundário Frei Manuel Cardoso
- Escolas Básicas 1 de Cabeço de Vide
- Agrupamento de escolas do concelho de Fronteira

## Turismo

### Património
- Igreja Matriz de Fronteira
- Castelo de Cabeço de Vide

### Festas e Romarias

#### Fronteira
- Festas em Honra de Nossa Senhora da Vila Velha (Agosto)
- Comemoração da Batalha dos Atoleiros (Feriado Municipal - 06 Abril)
- Comemoração da Batalha dos Atoleiros nos dias adjacentes ao dia 6 de Abril (com Mercado Medieval, torneios e reconstituição histórica da Batalha)
- Abertura da época Balnear (Junho/Julho)

#### Cabeço de Vide
- Romaria Nossa Senhora das Candeias (Fevereiro)
- Romaria Nossa Senhora dos Anjos (2.ª Feira de Páscoa)
- Festas de Verão (Julho)

#### Vale de Maceiras
- Festas em Honra de Nossa Senhora da Oliveira e Nossa Senhora do Rosário (Julho)

#### Vale de Seda
- Festas em Honra de Nossa Senhora da Assunção (Julho)

#### Outros Eventos
- CEI Atoleiros (Abril/Maio)
- Rali 24Horas TT (Novembro)

## Evolução da População do Município
Os Recenseamentos Gerais da população portuguesa, regendo-se pelas orientações internacionais da época (Congresso Internacional de Estatística de Bruxelas de 1853), tiveram lugar a partir de 1864.
De acordo com os dados do INE o distrito de Portalegre registou em 2021 um decréscimo populacional na ordem dos 11,5% relativamente aos resultados do censo de 2011. No concelho de Fronteira esse decréscimo rondou os 16.2%.
| Número de habitantes★                    | Número de habitantes★ | Número de habitantes★ | Número de habitantes★ | Número de habitantes★ | Número de habitantes★ | Número de habitantes★ | Número de habitantes★ | Número de habitantes★ | Número de habitantes★ | Número de habitantes★ | Número de habitantes★ | Número de habitantes★ | Número de habitantes★ | Número de habitantes★ | Número de habitantes★ |
| ---------------------------------------- | --------------------- | --------------------- | --------------------- | --------------------- | --------------------- | --------------------- | --------------------- | --------------------- | --------------------- | --------------------- | --------------------- | --------------------- | --------------------- | --------------------- | --------------------- |
| 1864                                     | 1878                  | 1890                  | 1900                  | 1911                  | 1920                  | 1930                  | 1940                  | 1950                  | 1960                  | 1970                  | 1981                  | 1991                  | 2001                  | 2011                  | 2021                  |
| 3 446                                    | 3 552                 | 3 983                 | 4 396                 | 5 723                 | 5 847                 | 6 175                 | 7 550                 | 7 808                 | 7 063                 | 4 585                 | 4 452                 | 4 122                 | 3 732                 | 3 410                 | 2 858                 |
| Número de habitantes por Grupo Etário ★★ |                       |                       |                       |                       |                       |                       |                       |                       |                       |                       |                       |                       |                       |                       |                       |
|                                          |                       |                       | 1900                  | 1911                  | 1920                  | 1930                  | 1940                  | 1950                  | 1960                  | 1970                  | 1981                  | 1991                  | 2001                  | 2011                  | 2021                  |
| 0-14 Anos                                | 0-14 Anos             | 0-14 Anos             | 1 144                 | 1 399                 | 1 404                 | 1 573                 | 2 304                 | 2 147                 | 1 672                 | 895                   | 883                   | 691                   | 481                   | 438                   | 298                   |
| 15-24 Anos                               | 15-24 Anos            | 15-24 Anos            | 617                   | 645                   | 740                   | 968                   | 1 321                 | 1 408                 | 1 162                 | 545                   | 622                   | 529                   | 454                   | 323                   | 245                   |
| 25-64 Anos                               | 25-64 Anos            | 25-64 Anos            | 1 420                 | 1 618                 | 1 627                 | 2 074                 | 3 292                 | 3 648                 | 3 591                 | 2 355                 | 2 090                 | 1 982                 | 1 755                 | 1 689                 | 1 358                 |
| = ou > 65 Anos                           | = ou > 65 Anos        | = ou > 65 Anos        | 160                   | 236                   | 218                   | 273                   | 397                   | 530                   | 638                   | 790                   | 857                   | 920                   | 1 042                 | 960                   | 957                   |

★ Número de habitantes "residentes", ou seja, que tinham a residência oficial neste município à data em que os censos  se realizaram
★ De 1900 a 1950 os dados referem-se à população "de facto", ou seja, que estava presente no município à data em que os censos se realizaram. Daí que se registem algumas diferenças relativamente à designada população residente)

### Bares/Cafés/Restaurantes/Pastelarias

#### Fronteira
- Café/Restaurante Três Bicos
- Snack Bar " O Cachote"
- Atlético Clube Fronteirense
- Grémio Artístico Fronteirense
- Pastelaria o Senado
- Bar Bombeiros Voluntários
- Cafetaria Líder
- Restaurante Segredo d' Alecrim

#### Cabeço de Vide
- Bar "A Forja"
- Café Bar "Antiquário"
- Café Pastor
- Bar G.D.Vidense
- Bar O Mercado
- Café Rossio
- Café O Caçador
- Pastelaria Rosa d'Ouro

#### Vale de Maceiras
- G.D.C Vale de Maceiras
- Café Branco

#### Vale de Seda
- Café Marques

### Outros Locais de Interesse na Vila de Fronteira
- Praia Fluvial da Ribeira Grande
- Observatório Astronómico da Ribeira Grande
- Piscinas Municipais
- Espaço eco-turístico da Ribeira grande
- Campo Serra Brava
- Centro de Interpretação da Batalha de Atoleiros

## Política

### Eleições autárquicas[10]
| Data | %     | V     | %      | V      | %            | V            | %              | V     | %              | V      | %              | V       | %              | V   | %              | V   | %  | V  | Participação |                |
| Data | PS    | PS    | CDS-PP | CDS-PP | FEPU/APU/CDU | FEPU/APU/CDU | GDUP           | GDUP  | AD             | AD     | PPD/PSD        | PPD/PSD | PPM            | PPM | IND            | IND | CH | CH | Participação |                |
| ---- | ----- | ----- | ------ | ------ | ------------ | ------------ | -------------- | ----- | -------------- | ------ | -------------- | ------- | -------------- | --- | -------------- | --- | -- | -- | ------------ | -------------- |
| Data | 1976  | 47,73 | 3      | 23,89  | 1            | 13,08        | 1              | 10,23 | -              |        |                |         |                |     |                |     |    |    |              | 75,79 / 100,00 |
| 1979 | 62,05 | 3     | AD     | AD     | 17,67        | 1            |                |       | 16,31          | 1      | AD             | AD      | AD             | AD  | 84,42 / 100,00 |     |    |    |              |                |
| 1982 | 57,65 | 3     |        |        | 16,61        | 1            |                |       | 21,49          | 1      |                |         | 80,39 / 100,00 |     |                |     |    |    |              |                |
| 1985 | 30,48 | 2     | 22,63  | 1      | 44,17        | 2            | 84,50 / 100,00 |       |                |        |                |         |                |     |                |     |    |    |              |                |
| 1989 | 27,73 | 1     | 35,12  | 2      | 33,39        | 2            | 79,80 / 100,00 |       |                |        |                |         |                |     |                |     |    |    |              |                |
| 1993 | 31,65 | 2     | 6,99   | -      | 19,20        | 1            | 38,00          | 2     | 79,52 / 100,00 |        |                |         |                |     |                |     |    |    |              |                |
| 1997 | 31,32 | 2     | 1,02   | -      | 8,44         | -            | 55,44          | 3     | 79,55 / 100,00 |        |                |         |                |     |                |     |    |    |              |                |
| 2001 | 27,81 | 1     |        |        | 7,37         | -            | 61,49          | 4     | 76,30 / 100,00 |        |                |         |                |     |                |     |    |    |              |                |
| 2005 | 20,49 | 1     | 10,81  | -      | 64,25        | 4            | 72,37 / 100,00 |       |                |        |                |         |                |     |                |     |    |    |              |                |
| 2009 | 35,68 | 2     | 7,30   | -      | 53,42        | 3            | 0,92           | -     | 74,06 / 100,00 |        |                |         |                |     |                |     |    |    |              |                |
| 2013 | 21,46 | 1     | 0,60   | -      | 6,63         | -            | 66,74          | 4     |                |        | 74,89 / 100,00 |         |                |     |                |     |    |    |              |                |
| 2017 | 33,49 | 2     | 1,86   | -      | 4,52         | -            | 56,87          | 3     | CDS-PP         | CDS-PP | 77,79 / 100,00 |         |                |     |                |     |    |    |              |                |
| 2021 | 22,18 | 1     |        |        | 5,42         | -            | 58,11          | 4     |                |        | 8,43           | -       | 71,15 / 100,00 |     |                |     |    |    |              |                |

### Eleições legislativas
| Data | %     | %     | %     | %     | %     | %     | %        | %     | %     | %     | %    | %   | %       | % | %  | %  |
| Data | PS    | PCP   | CDS   | PSD   | UDP   | AD    | APU/ CDU | FRS   | PRD   | PSN   | B.E. | PAN | PSD CDS | L | CH | IL |
| ---- | ----- | ----- | ----- | ----- | ----- | ----- | -------- | ----- | ----- | ----- | ---- | --- | ------- | - | -- | -- |
| 1976 | 41,24 | 21,25 | 14,38 | 10,08 | 1,19  |       |          |       |       |       |      |     |         |   |    |    |
| 1979 | 29,74 | APU   | AD    | AD    | 2,43  | 31,85 | 29,58    |       |       |       |      |     |         |   |    |    |
| 1980 | FRS   | APU   | AD    | AD    | 1,06  | 32,22 | 23,74    | 37,75 |       |       |      |     |         |   |    |    |
| 1983 | 36,95 | APU   | 6,16  | 23,13 | 0,72  |       | 28,25    |       |       |       |      |     |         |   |    |    |
| 1985 | 23,72 | APU   | 3,84  | 24,38 | 1,35  | 26,58 | 14,78    |       |       |       |      |     |         |   |    |    |
| 1987 | 26,38 | CDU   | 2,77  | 35,37 | 0,90  | 23,62 | 4,88     |       |       |       |      |     |         |   |    |    |
| 1991 | 33,32 | CDU   | 4,08  | 38,95 |       | 15,23 | 0,61     | 1,81  |       |       |      |     |         |   |    |    |
| 1995 | 50,59 | CDU   | 6,08  | 24,37 | 0,63  | 13,02 |          | 0,22  |       |       |      |     |         |   |    |    |
| 1999 | 49,30 | CDU   | 5,65  | 26,60 |       | 12,68 | 0,08     | 1,19  |       |       |      |     |         |   |    |    |
| 2002 | 41,86 | CDU   | 7,01  | 36,90 | 9,66  |       | 1,18     |       |       |       |      |     |         |   |    |    |
| 2005 | 53,07 | CDU   | 3,71  | 24,40 | 9,80  | 4,32  |          |       |       |       |      |     |         |   |    |    |
| 2009 | 39,49 | CDU   | 6,89  | 27,86 | 11,73 | 8,77  |          |       |       |       |      |     |         |   |    |    |
| 2011 | 33,44 | CDU   | 8,66  | 35,39 | 11,64 | 4,28  | 0,10     |       |       |       |      |     |         |   |    |    |
| 2015 | 44,19 | CDU   | PSD   | CDS   | 10,37 | 8,52  | 0,38     | 29,91 | 0,22  |       |      |     |         |   |    |    |
| 2019 | 46,13 | CDU   | 4,05  | 22,94 | 8,71  | 6,93  | 1,23     |       | 0,37  | 2,58  | 0,18 |     |         |   |    |    |
| 2022 | 43,61 | CDU   | 0,96  | 28,58 | 6,71  | 2,17  | 0,13     | 0,45  | 11,76 | 2,37  |      |     |         |   |    |    |
| 2024 | 32,35 | CDU   | AD    | AD    | 29,73 | 4,36  | 2,73     | 0,93  | 1,04  | 22,59 | 1,25 |     |         |   |    |    |